# Río Westbourne

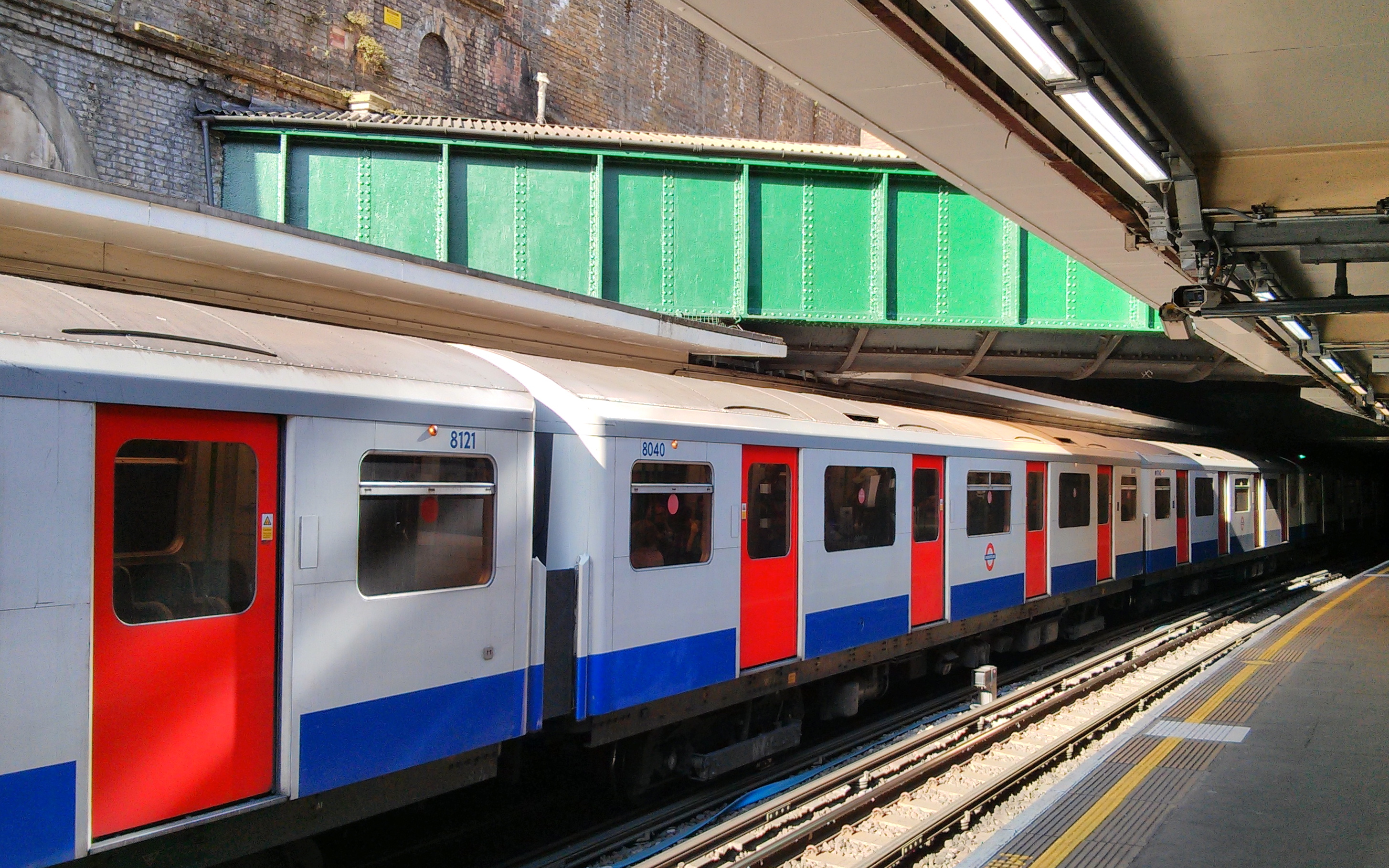
Río Westbourne

El Westbourne es un río que está en Londres, Inglaterra. Fluye desde Hampstead a través del Parque Hyde y Sloane Square hasta el Támesis en Chelsea. Su longitud es similar a la del río Fleet. 
Según estrictos historiadores Victorianos el nombre original del río es Kilburn, que proviene del Inglés Antiguo “Cye” (real) y "Bourne" (corriente). También ha sido conocido en distintas épocas y en distintos lugares como Kelebourne, Bayswater, Bayswater River, Bayswater Rivulet, Serpentine River, The Bourne, Westburn Brook, Renelagh River y Renelagh Sewer. 
Cuando Belgravia, Chelsea y Paddington se desarrollaron, fue necesario canalizar el río Westbourne por una tubería subterránea para poder construir encima. Esto se hizo desde principios del siglo XIX hasta la década de 1850. Desde entonces el Westbourne es uno de los ríos perdidos de Londres, que corre bajo tierra por un tubo.
Antes de ser entubado el río nacía en Hampstead y fluía hacia el Sur por lo que ahora es Kilburn. Antiguamente Kilburn era el nombre del río en ese punto. Su curso continuaba hacia el Oeste a lo largo de lo que ahora es Kilburn Park Road y después hacia el Sur a lo largo de lo que ahora es Shirland Road. Cruzaba lo que ahora es Bishops Bridge Road y continuaba hacia el Sur entre lo que ahora son Craven Terrace and Gloucester Terrace. En este punto el río era conocido hasta principios del siglo XIX como Bayswater Rivulet y le dio su nombre al área ahora conocida como Bayswater.
Originalmente, sin embargo, Bayswater era el punto en que el río cruzaba lo que ahora es Bayswater Road, y que antes se llamaba Bayards Catering y Bayards Watering Place. Se dice que hay una referencia a Bayards Watering Place que data del año 1380. Había pocas casas en ese lugar, y según se cuenta, en el camino a Uxbridge (actualmente Bayswater Road) un hombre llamado Bayard ofrecía el río como bebedero para los caballos. De ahí el nombre de Bayards Watering Place, que se puede traducir como “el lugar de provisión de agua de Bayard”.
El río entra al Parque Hyde y forma el lago Serpentine, que se formó en 1730 mediante la construcción de una represa por orden de la Reina Carolina, esposa de Jorge II, para embellecer el parque. El río Westbourne, debido a la contaminación de su agua, cesó de proveer agua al lago Serpentine en 1834. Actualmente el lago es provisto de agua bombeada desde el Támesis.
El río Westbourne continúa después de dejar el lago Serpentine por la cascada existente en su extremo Este. Sale del Parque Hyde (antes y después de formarse el lago Serpentine) por Knightsbridge, que originalmente era un puente sobre el río. Está registrado que en el año 1141 los ciudadanos de Londres se reunieron con la emperatriz Matilde de Inglaterra en ese puente. 
El río Westbourne fue el límite entre la Ciudad de Westminster y Chelsea, el cual se puede ver claramente indicado por la línea de color lila en este plano Archivado el 1 de abril de 2007 en Wayback Machine. actual. El río Westbourne le dio su nombre a la calle Bourne.
Se puede ver la tubería, por la cual actualmente fluye el río, cruzar por encima de la plataforma de la estación de tren subterráneo Sloane Square. Está situada justo debajo del techo en el extremo de las plataformas en el que están las salidas. La tubería es la original que fue construida en el siglo XIX, y aunque la estación de tren subterráneo fue duramente bombardeada durante la Batalla de Inglaterra en noviembre de 1940, la vieja tubería de hierro no fue dañada. Cuando el nivel del agua del Támesis está baja se puede ver emerger el agua del río Westbourne y caer al Támesis aproximadamente a 270 metros al oeste del Puente de Chelsea, desde la tubería ahora llamada Renelagh Sewer.
El mapa que muestra el curso completo del río Westbourne de manera más precisa e inteligible, sobrepuesto al plano Victoriano de la ciudad, se encuentra en el artículo de J. G. Waller, publicado en "Transactions of the London and Middlesex Archaeological Society", vol VI (1882) pp 272–279. El mapa muestra que el río Westbourne nunca llegó tan lejos al oeste que alcanzara el extremo este de Westbourne Grove (que termina en Queensway). El área llamada Westbourne adquirió su nombre porque está al oeste del río, así como Westbourne Grove, ya que “West” en inglés significa "Oeste" y “Bourne” en Inglés Antiguo significa “corriente”, entendida como corriente de agua o río pequeño.
El agua del río Westbourne era originalmente pura y en 1437 y 1439 se construyeron acueductos desde el río para distribuir agua potable en la ciudad de Londres. En el siglo XIX sin embargo, el agua se tornó impura por su uso, en efecto, como una cloaca.
- Datos: Q1760573
- Multimedia: River Westbourne / Q1760573